# Greg Heffley

## Personalidad
- Gregory Heffley es un adolescente estadounidense. Su mejor amigo es Rowley Jefferson, aunque de vez en cuando se pelean.

- Tiene un hermano mayor de 16 años llamado Rodrick Heffley y un hermano pequeño de 3 años llamado Manny Heffley. Los tres son hijos de Frank y Susan Heffley que tienen 50 y 49 años.

- Greg no se lleva bien con ninguno de sus hermanos, ni posiblemente con sus padres.

- Greg piensa que algún día será famoso (pero de momento se tiene que quedar atrapado en la escuela secundaria con un montón de cretinos) y le harán una estatua, dice que si llega a ser presidente, convertirá el día de su cumpleaños en día festivo (y que en ese día la gente aprendera sobre su vida) y hará que la agrupación de los colegios no sea por edad, sino por altura para evitar el bullying.

- El dice que ha visto películas donde llevan a un niño de su edad a una escuela mágica alejándolo de sus padres (referencia a Harry Potter) y cree que ahora es el momento perfecto para que le hagan eso.

- Piensa que le espían sus muertos en el cielo o los alienígenas.

- También piensa que él es la estrella de un programa de televisión y que todo el mundo le ve desde sus casas a través de la televisión.

- Piensa que detrás de su armario hay un mundo paralelo (Cree que lo va a utilizar cuando haga alguna trastada y tenga que huir)

## Gustos
- Ser famoso (como mínimo un héroe o un presidente) y tener su propia estatua
- Escribir su diario (o ''bitácora'' como el menciona) para cuando sea famoso todo el mundo pueda leerlo y enterarse de cómo fue su vida en el instituto
- Pasar el rato con su amigo Rowley Jefferson (Cuando le hace caso)
- Estar con Holly Hills (La niña más popular de su colegio)
- Jugar al videojuego "Mago Perverso 2"
- Copiar las respuestas de Alex Aruda (El niño más inteligente del colegio) en los exámenes
- Ser el primero en probar una invención guay
- Cualquier cosa que le haga estar por delante de los demás
- Cuando peor tiempo hace tiempo  mejor se siente en casa caliente.
- Tener a alguien a quien cuidar.
- Jugar  “Net Kritterz”

## Disgustos
- Que su amigo Rowley Jefferson no le haga caso o haga tonterías (por ejemplo: decir "jugar" en vez de decir "pasar el rato").
- Que no haya estudiado para el examen.
- La ensalada de su abuelo.
- Que sienta que le espía Papa Noel, Dios, los alienígenas o alguien a través de su televisión.
- Patty Farrell, que es su enemiga.
- El cómic ''Li'l Cutie'', que tanto el como su padre piensan que es malísimo, pero aun así no lo pueden parar de leer.
- Los libros clásicos, el dice que para que un libro sea clásico, tiene que tener más de 50 años y que se muera un personaje del libro al final.
- Que tenga que ir a donde vive su abuelo (En El Diario de greg:La Ley de Rodrick) en Leisure Towers
- Que su hermano Rodrick le diga mentiras porque siempre se las cree.
- Que mientras juega juegos de mesa con su abuelo y Rodrick;Rodrick le escupa su bebida en sus pantalones(El Diario de greg:La Ley de Rodrick)
- Que su hermano pequeño Manny rompa algo y diga que ha sido el.
- Que Manny le llame "babon" ( o "Bubby" en inglés ).
- Que diga que Malta está en Siveria
- Casi cualquiera de su familia.
- Cuando en su cumpleaños invitan a niños que el no conoce y jueguen con sus juguetes.
- Ir a los cumpleaños de su amigo Rowley Jefferson, porque los invitados son niños de 6 años y la fiesta es muy infantil.
- Que digan que su "diario" es un diario, porque en realidad no lo es.
- Cualquier cosa relacionado con el colegio o en contra de él.
- Que su mejor amigo Rowley salte o silbe.
- Fregley, ya que él es repulsivo.
- Que la familia de su mamá venga a la ciudad.
- El espárrago.
- La ensalada de patatas de su mamá.
- Que su mamá le escriba recados en su bolsa del lunch.

## Recepción por parte de la crítica del personaje y sus libros
La crítica como The New York Times, USA Today, y The Washington Post han aclamado al personaje:

‹‹Para partirse de risa. [...] Todo el libro rebosa humor.››
Booklist

También:

‹‹Elegante y divertidísimo desde la primera página.››
The Boston Globe